# Георг (герцог Саксен-Альтенбурзький)
Георг Добрий (нім. Georg der Gute), Георг Саксен-Альтенбурзький (нім. Georg von Sachsen-Altenburg), при народженні Георг Саксен-Гільдбурггаузенський (нім. Georg von Sachsen-Hildburghausen), повне ім'я Георг Карл Фрідріх Франц Саксен-Альтенбурзький (нім. Georg Karl Friedrich Franz von Sachsen-Altenburg),  (нар. 24 липня 1796 — пом. 3 серпня 1853) — герцог Саксен-Альтенбургу у 1848—1853 роках, син герцога Саксен-Альтенбургу Фрідріха та принцеси Мекленбург-Штреліцької Шарлотти. Учасник Наполеонівських воєн, зокрема битви під Лейпцигом. Масон.

## Біографія
Георг народився 24 липня 1796 року у  Гільдбурггаузені. Він був дев'ятою дитиною та четвертим сином в родині герцога Саксен-Гільдбурггаузена Фрідріха та його дружини Шарлотти Георгіни. Хлопчик мав старших братівː Йозефа та Франца й сестерː Шарлотту, Терезу та Луїзу. Інші діти померли в ранньому віці до його народження. Згодом сімейство поповнилося ще трьома синами.
Від 8 років Георг перебував на військовій службі в австрійській армії. У 1813 році у складі 3-го уланського полку брав участь у війні шостої коаліції проти Наполеона, був учасником битви під Лейпцигом. Після відступу французів,  у складі австрійського війська під проводом фельдмаршала Карла Шварценберга увійшов до Парижу. Наступного року в Італії був поранений у ліве стегно, після чого завершив військову службу у чині полковника.
Після повернення до Гільдбурггаузена разом із братом Йозефом жил у палаці Шарлоттенбург. У 1816 році від'їхав на навчання до Гейдельберзького університету, де провів чотири роки. В цей час померла його матір Шарлотта.
Служив особистим ад'ютантом короля Баварії Максиміліана I. Був нагороджений орденом Святого Губерта.
Повернувшись до Гільдбурггаузена, заснував молодіжну міліцію, а у 1824 році — міський ощадний банк.

У віці 29 років Георг узяв шлюб із 22-річною принцесою Мекленбург-Шверіну Марією Луїзою, єдиною сестрою великого герцога Пауля Фрідріха. Весілля відбулося 7 жовтня 1825 року у Людвіґслусті. У подружжя народилося троє синів. У 1825 році помер бездітним останній герцог Саксен-Гота-Альтенбурга Фрідріх IV. Наступного року була проведена реорганізація ернестинських герцогств, і Саксен-Гільдбурггаузен став частиною Саксен-Мейнінгену та Саксен-Кобург-Заальфельду. Батько Георга став герцогом відтвореного Саксен-Альтенбургу. Фактично він збільшив свої володіння більш, ніж вдвічі.

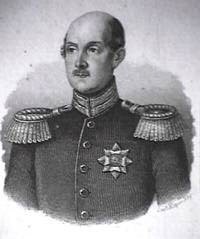
Георг у зрілому віці

Георг, який в цей час саме одружився і чекав на поповнення в сім'ї, продовжив жити на батьківщині до 1829 року. Згодом із родиною він переїхав до замку Крістіансборг у Айзенберзі. Пізніше сімейство мешкало у Альтенбурзі в палаці Принців, чергуючи із Крістіансборгом.
У 1834 році помер Фрідріх Саксен-Альтенбурзький, і правителем став старший брат Георга Йозеф. Оскільки він мав лише чотирьох доньок, спадкоємцем вважався Георг, як наступний по старшинству. Правління Йозефа відзначалося консерватизмом, і під час революції 1848 року він був змушений зректися престолу на користь брата. Надалі жив як приватна особа у мисливському замку у Вольферсдорфі, покровительствуючи мистецтвам.
Георг, прийшовши до влади у буремний час, наступного ж дня призначив державним міністром лінгвіста Ганса Конона фон дер Габеленца. За дев'ять місяців той із власного бажання подав у відставку, аби присвятити  свій час дослідженню мов. На посаду було повернуто графа Карла Людвіга фон Бойста, який обіймав її перед цим. Свої обов'язки він намагався виконувати примирливо та із загальною користю. Він провів до уряду новий ліберальний виборчий закон, розроблений за прусською моделлю. Таким чином була створена нова виборча система на основі трьох класів населення.
Також за часів Георга була реформована фінансова система країни, налагоджене адміністрування, розвивалися ремесла.Для підтримки мистецтв та ремесел був заснований «Клуб Георга». У 1850 герцог створив авансовий фонд для бідних ремісників і виділяв власні кошти на догляд за бідними, що принесло йому прізвисько Добрий.  
Вже наприкінці правління Георга, у лютому 1853, новим державним міністром став Альфред фон Ларіш, із яким до країни почала повертатися реакція. Цього володар уже не побачив, передавши 28 травня 1853 виконавчу владу своєму сину Ернсту через проблеми зі здоров'ям. Він помер 3 серпня 1853 року у мисливському замку в Гуммельсгайні. Похований у Герцогському склепі в Альтенбурзі. Марія Луїза пережила чоловіка на дев'ять років. Похована поруч із ним.

## Родина

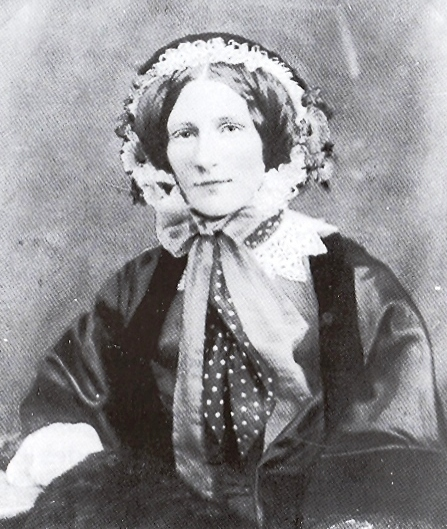
Марія Луїза Мекленбург-Шверінська

Дружина — Марія Луїза, сестра великого герцога Мекленбург-Штреліцького Пауля Фрідріха. 
Діти:
- Ернст (1826—1908) — герцог Саксен-Альтенбурзький, був пошлюбленим з Агнесою Ангальт-Дессауською, мав двох дітей;
- Альбрехт (1827—1835) — прожив 7 років;
- Моріц (1829—1907) — принц Саксен-Альтенбурзький, був одруженим із Августою Саксен-Майнінгенською, мав чотирьох доньок та сина.

## Нагороди
- Орден Святого Губерта (Баварське королівство) (1822);
- Орден Чорного орла (Прусське королівство);
- Орден дому Саксен-Ернестіне.